# Die Pferdelords
Die Pferdelords ist eine Fantasy-Roman-Reihe des deutschen Autors Michael H. Schenk. Die zwölf Bände erzählen über das Leben und die Abenteuer eines Pferdevolkes. Man erkennt Parallelen zu den Reitern von Rohan aus Der Herr der Ringe, die Romane über die Pferdelords sind aber eine ganz eigene Geschichte.

## Hintergrund
Michael H. Schenk begann bereits 2006 die Roman-Serie „Die Pferdelords“ zu schreiben. Er wollte die Geschichte eines menschlichen Volkes erzählen, dem auf seinen Abenteuern viele andere Völker und fremdartige Rassen begegnen. Deshalb wählte er eine Reiterkultur, da nur diese in der Lage war derartige Abenteuer zu bestehen und die damit verbundenen räumlichen Distanzen zu überwinden. Die Bände 1 bis 8 der Serie erschienen als Mira-Taschenbuch im Cora Verlag. Seit Band 9, Die Pferdelords und die Nachtläufer des Todes, wurden die Bücher beim Arcanum Fantasy Verlag publiziert (seit 2011 ein Imprint des Scratch-Verlags).

## Inhalt

### Band 1: Die Pferdelords und der Sturm der Orks
Der Bote des Königs ist tot! Ermordet auf dem Pass, der zur Hochmark führt und sein entstellter Körper trägt die Schreckenszeichen der Orks, von denen man glaubte, dass sie nie mehr zurückkehren würden, seit die Pferdelords sie vor einem Menschenalter vernichtend geschlagen hatten Garodem, der Pferdefürst der Hochmark, versammelt seine Männer unter seinem Banner, um dem König im Kampf gegen die grausamen Horden zu Hilfe zu eilen. Aber schon bald braucht die Hochmark selber Schutz, denn die Orks sammeln sich und schließlich steht ein unüberwindlicher Feind vor der Stadt und den Toren der Burg Eternas. Die Pferdelords und ihre elfischen Freunde rüsten sich zum Kampf, doch wissen nicht, dass sich der Feind schon mitten unter ihnen befindet.

### Band 2: Die Pferdelords und die Kristallstadt der Zwerge
Die grüne Kristallstadt der Zwerge ist von den Orks überrannt und die wundersame Kristallaxt, das Zeichen der Königswürde und der Schlüssel zur Stadt, geraubt worden. Jetzt stehen die Zwerge unter der Knechtschaft der Orks und ihre einzige Hoffnung ruht auf dem Zwergenkönig und seiner Begleitung, die in letzter Minute entkommen konnten. Schwer verwundet erreicht der Zwergenkönig das Land der Pferdelord und bittet dort Garodem, den Pferdefürsten der Hochmark, und seine Pferdelords um Hilfe. Die Zeit drängt jedoch, da schon weitere Orks auf dem Weg sind.

### Band 3: Die Pferdelords und die Barbaren des Dünenlandes
Das Dünenland: Mumifizierte Leichen ohne Schädel und aufgepfählte Skelette künden von der unbarmherzigen Grausamkeit seiner Bewohner. Ausgerechnet hier, im Land der Barbaren, ist ein voller Beritt des Königs der Pferdelords auf der Suche nach dem geheimnisvollen, ehemaligen Banner des ersten Königs verschwunden. Nun erhalten Garodem und seine Pferdelords die königliche Order nach dem Trupp zu forschen und das verschollene Banner zurückzubringen. Ein Auftrag, der einem Todeskommando gleichkommt, denn ohne das Banner wird der Bund des Pferdevolkes zerfallen. Während Garodems Gemahlin Larwyn und ihre elfischen Freunde Lotaras und Leoryn am Königshof um die Einheit der Pferdelords ringen, treibt dort ein geheimnisvoller Mörder sein Unwesen. Garodem muss das alte Symbol der Einheit der Pferdelords finden, doch je weiter die Reiter ins Land der Barbaren vordringen, umso schrecklicher werden die Vorzeichen des Grauens.

### Band 4: Die Pferdelords und das verborgene Haus der Elfen
Garodem und seine Pferdelords werden von den Elfen zu Hilfe gerufen. Seit Jahren haben diese von einem ihrer Häuser keine Nachricht mehr erhalten. Jeder Kontaktversuch ist gescheitert; der letzte Suchtrupp der Elfen nicht mehr zurückgekehrt. Der Pferdefürst bricht auf und erreicht mit seinen Lords schon bald die versteinerten Wälder, in denen sich das verborgene Haus befinden soll. Aber ihr Weg ist ein Weg des Schreckens. Sie finden den vermissten Suchtrupp und zuletzt sogar das gesuchte Haus der Elfen, doch alles was dort einst lebendig war, ist nun mitten in der Bewegung erstarrt und versteinert. Zugleich entdecken sie ein großes Kriegslager der Orks und es drängt sich der schreckliche Verdacht auf, dass ihr mächtigster Gegner erneut erstarkt ist und sich mit einem Feind zusammengetan hat, gegen den es keinen Schutz gibt.

### Band 5: Die Pferdelords und die Korsaren von Um'briel
Das Königreich Alnoa befindet sich in großer Bedrängnis. Seine Küsten werden zunehmend von Korsaren bedroht, Schiffe der alnoischen Marine werden gekapert und zuletzt gelingt es den Piraten sogar die große Hafenstadt Gendaneris in einem Handstreich einzunehmen. Davon ahnen die Pferdelords, die sich der Stadt nähern, um Handel mit den verbündeten Alnoern zu treiben, nichts. Und auch die Elfen, die ihre Freunde warnen wollen, geraten in eine tödliche Falle. In einem Kampf werden ihre beiden Ältesten von den Korsaren gefangen genommen und vor den Malaquant geführt, den wahnsinnigen Gebieter der Schwärme der See, womit ihnen ein qualvoller Tod bevorsteht, sollte es ihnen nicht gelingen, sich zu befreien.

### Band 6: Die Pferdelords und die Paladine der toten Stadt
Unheimliches tut sich in Niyashaar, dem letzten Vorposten an der Grenze nach Osten, der einst von den Elfen auf dem Boden des ehemaligen Reiches Rushaan zum Schutz vor den Mächten der Finsternis errichtet worden ist. Doch nun ist deren gesamte Besatzung dort spurlos verschwunden und die verbliebenen Bewohner des Landes berichten von grauen Nebeln und blauen Blitzen, in denen Leute verloren gehen oder grausam verbrannt aufgefunden werden. Für die Elfen ein äußerst ungünstiger Zeitpunkt, da sie sich auf ihre letzte Reise begeben und das Land verlassen wollen. Und so wenden sie sich an die Pferdelords, die statt ihnen von nun an die Bewachung der Grenze und den Schutz der Länder übernehmen sollen.

### Band 7: Die Pferdelords und das vergangene Reich von Jalanne
Nach dem Tod des Pferdefürsten Garodem haben dessen Sohn Garwin und seine Mutter Larwyn die Herrschaft über die Hochmark inne. Doch der Frieden ist trügerisch, denn schon bald wird Larwyn vergiftet in ihrem Bett gefunden. Ein sagenumwobener Brunnen des Lebendswassers soll sie retten können. Dieser befindet sich tief im vergangenen Reich von Jalanne. Gegen den Willen Garwins macht sich der kleinwüchsige Pferdelord Dorkemunt zusammen mit Fangschlag auf den Weg in das ehemalige Königreich, wobei sie in eine gefährliche Falle geraten.

### Band 8: Die Pferdelords und das Volk der Lederschwingen
Lange Zeit blieb das kleine Volk der Lederschwingen in seinen geschützten Bergen von den Kriegen der anderen Völker verschont. Doch nun geht der lebensnotwendige Gelbstein zu Neige. Der junge Schwingenreiter Anschudar und seine Lederschwinge Showaa sind ausersehen, fern im Norden nach einem neuen Horst zu suchen. Zugleich kündigt sich in den Marken des Pferdevolkes ein ungewöhnlich harter Winter an. Selbst die Weißen Sümpfe gefrieren und eröffnen eine Passage in das Land des Schwarzen Lords. Erstmals besteht die Möglichkeit, den Kampf in dessen Reich hinein zu tragen.

### Band 9: Die Pferdelords und die Nachtläufer des Todes
Als in der nördlichen Öde von Rushaan eine Gruppe Zwerge erschlagen wird, brechen die Pferdelords auf, um den Spuren der Mörder zu folgen. Der Weg führt nach Norden, in das Land des ewigen Eises. In dem fernen Land Julinaash warten so einige Überraschung, denn das tropische Land ist seit einem Krieg zwischen den Geschlechtern geteilt und wird von einem unheimlichen Wesen bedroht.

### Band 10:  Die Pferdelords und die Bruderschaft des Kreuzes
Die Bruderschaft des Kreuzes predigt den Frieden. Doch in den bekehrten Dörfern geht Seltsames vor sich. Gleichzeitig soll das Bündnis des Pferdevolkes mit dem Königreich von Alnoa durch gemeinsame Waffenübungen gefestigt werden. Nedeam, Pferdefürst der Hochmark, führt mit seinem elfischen Freund Lotaras einen Beritt in die neue Grenzfeste von Nerianet. Sie müssen bald erkennen, dass in dieser Festung einiges nicht mit rechten Dingen zugeht.

### Band 11:  Die Pferdelords und die Schmieden von Rumak
Geheimnisvolle Feuerbälle aus dem Himmel bringen Tod und Verwüstung über das befreundete Königreich von Alnoa. Ihr Ursprung scheint im Land des „Schwarzen Lords“ zu liegen. Um das Rätsel zu lösen, begeben sich Pferdefürst Nedeam und seine Freunde heimlich in das Reich des Feindes, wo sie neuen Gefahren und alten Feinden begegnen.

### Band 12:  Die Pferdelords und der Ritt zu den Goldenen Wolken
Als eine Delegation der Elfen den Pferdefürsten Nedeam aufsucht, wird erneut die Sicherheit der Grenze vom Schwarzen Lord und seinen Verbündeten bedroht. Nedeam erfährt den wahren Grund, warum das Volk der Elfen das Land verlassen hatte. Doch Nedeam gelingt es, den Bund mit den Elfen zu erneuern, der seinem Volk das Überleben sichern kann. Als der Pferdefürst vom Schwarzen Lord zu einem persönlichen Treffen gebeten wird, erfährt er auch von ihm den Grund des langen Krieges zwischen ihren Völkern. Doch ist ein erneuter Kampf nicht mehr aufzuhalten. Wieder stehen die Pferdelords einer erdrückenden Übermacht gegenüber, dennoch nehmen sie den Kampf auf.

## Hauptfiguren
Hauptfiguren des Pferdevolks
- Nedeam: ein zunächst 12-jähriger Knabe, der mit seinen Eltern Balwin und Meowyn auf einem abgelegenen Gehöft der Hochmark lebt. Er hilft ihnen bei der Aufzucht und Schur der Schafe und wünscht sich nichts sehnlicher, als wie sein Vater ein Pferdelord zu werden. Nedeam führt durch die Geschichte des Pferdevolkes und reift dabei zu einem bewährten Kämpfer. Er ist der spätere Pferdefürst der Hochmark des Pferdevolkes.
- Dorkemunt: ein sehr kleinwüchsiger und erfahrener Pferdelord, der seine Familie durch die Orks verliert und Nedeams älterer Mentor und Freund wird.
- Garodem: der Pferdefürst und Herr der Hochmark der Pferdelords, mit seiner jungen Gemahlin Larwyn, welche die Mark regieren und denen der Erste Schwertmann Tasmund getreu zur Seite steht.
- Meowyn: Nedeams Mutter und die Heilerin der Hochmark, eng befreundet mit der elfischen Heilerin Leoryn, aus dem Hause Elodarions.
- Schankwirt Malvin: der aus jedem unwichtigen Ereignis eine Legende webt, um den Durst seiner Gäste zu fördern.
- Barus, der Nagerjäger: dessen Kunstfertigkeit mit der Keule schon manchem vorwitzigen Nager das Leben kostete und dem auf der Welt nur eines Angst einjagt: die blonde Schuhmacherin Esyne, deren wortwörtliche Schlagfertigkeit schon manche Schlägerei vom Zaun brach oder beendete.
- Toslot, der Bauer: der kaum mehr als zwei Becher Gerstensaft und den Schaum vom Dritten bewältigt.

## Weitere Charaktere
- Llaranya: Elfische Kriegerin und spätere Ehefrau Nedeams. Elfin aus dem Haus Deshay, dem Haus des Urbaums.
- Lotaras: Elfischer Krieger aus dem Waldelfenhaus Elodaryon, Freund und Waffengefährte Nedeams.
- Leoryn: Elfische Heilerin und Schwester des Elfenkriegers Lotaras.
- Fangschlag: Ork - Legionsführer und späterer Kampfgefährte von Nedeam und Dorkemunt.
- Garwin: Sohn des Pferdefürsten Garodem und seiner Frau Larwyn. Er wird nach dem Tod seines Vaters zum Verräter und versucht Nedeam und Larwyn zu ermorden. Wird vom Pferdevolk verstoßen und zum Renegaten, sammelt Anhänger um sich um eine geheime Mark zu gründen. Letzter bekannter, aber geheimer Ort seiner „freien Mark“ ist der versteinerte Wald in der Ostmark, dem ehemaligen Lebensraum der Elfen des Urbaums.
- Der Dunkle Lord: der Anführer des Bösen und größter Feind des Pferdevolkes. Er hat die Orks und die Zauberer unter sich vereint.

## Auszeichnungen
Die Serie war mehrfach für den  Deutschen Phantastik Preis in der Kategorie „Beste Serie“ nominiert. Im Jahr 2008 erreichte sie den 2. Platz (nach Perry Rhodan), 2010 den 5. Platz und 2012 den 4. Platz.

## Rezensionen
- Carsten Kuhr auf der „Phantastk-Couch“: „Abschluss einer grossartigen High-Fantasy-Reihe aus deutschen Landen“ (über: „Die Pferdelords und der Ritt zu den goldenen Wolken“)[2].
- Frank A. Dudley: „Rollenspieler reiten wieder“ (Über „Die Pferdelords und der Sturm der Orks“)[3].
- Christel Scheja: „Die Pferdelords und der Sturm der Orks“ im Fantasyguide[4].
- Tatjana Stöckler: „Die Pferdelords und die Bruderschaft des Kreuzes“ auf fictionfantasy.de[5].
- Gerd Rottenecker: „Zum 60. Geburtstag von Michael H. Schenk“ (Gesamtdarstellung der Serie auf bibliotheka-phantastika.de)[6].